# 레이철 코린
레이철 코린(Rachel Korine, 1986년 4월 4일 ~ )은 미국의 배우이다.

## 출연 작품
- 맨 고 투 배틀 (2015)
- 드루이드 피크 (2014)
- 로투스 커뮤니티 워트샵 (2012)
- 스프링 브레이커스 (2012)
- 슬립리스 나이츠 스토리 (2011)
- 셉티엔 (2011)
- 트래쉬 험퍼스 (2009)
- 미스터 론리 (2007)